# Lidový umělec (Vietnam)
Lidový umělec (vietnamsky: Nghệ sĩ nhân dân) je nejvyšší umělecký titul ve Vietnamu. Je propůjčován státem na základě 58. paragrafu zákona o soutěžení a vyznamenání č. 15/2003/QH11. Titul může být propůjčen i posmrtně (in memoriam).